# Ocyptamus philippianus
Ocyptamus philippianus är en tvåvingeart som först beskrevs av Günther Enderlein 1938.  Ocyptamus philippianus ingår i släktet Ocyptamus och familjen blomflugor. Inga underarter finns listade i Catalogue of Life.